# Toledonia
Toledonia is een geslacht van weekdieren uit de klasse van de Gastropoda (slakken).

## Soorten
- Toledonia brevior Eales, 1923
- Toledonia bullata (Gould, 1847)
- Toledonia circumrosa (Thiele, 1904)
- Toledonia elata Thiele, 1912
- Toledonia epongensis Valdés, 2008
- Toledonia globosa Hedley, 1916
- Toledonia limnaeaeformis (E. A. Smith, 1879)
- Toledonia limnaeoides (Odhner, 1913)
- Toledonia major (Hedley, 1911)
- Toledonia media Thiele, 1912
- Toledonia neocaledonica Valdés, 2008
- Toledonia palmeri Dell, 1990
- Toledonia parelata Dell, 1990
- Toledonia perplexa Dall, 1902
- Toledonia punctata Thiele, 1912
- Toledonia seguenzae (Watson, 1886)
- Toledonia striata Thiele, 1912
- Toledonia succineaformis Powell, 1955
- Toledonia vagabunda (Mabille, 1885)
- Toledonia warenella Golding, 2010